# Mohamed Ould Ghazouani
Mohamed Ould Cheikh Mohamed Ahmed Ould Ghazouani (en árabe: محمد ولد الشيخ محمد أحمد ولد الغزواني;) (Boumdeid, 31 de diciembre de 1956), también conocido como Ghazouani y Ould Ghazouani, es un político y exgeneral mauritano que se desempeña como presidente de Mauritania desde el 1 de agosto de 2019.
Fue director general de Seguridad Nacional y jefe del Estado Mayor de las Fuerzas Armadas de Mauritania de 2008 a 2018, momento en el que fue nombrado ministro de Defensa. Estuvo al frente del ministerio hasta marzo de 2019 cuando dimitió para presentarse a las elecciones presidenciales como candidato oficialista en sustitución del entonces presidente Mohamed Uld Abdelaziz quien legalmente no podía volver a presentar su candidatura y de quien es compañero de armas desde su estancia en la academia militar de Meknés en Marruecos en 1980.
Ghazouani ha supervisado un período de relativa estabilidad en Mauritania. Ha trabajado para mejorar la seguridad social y combatir la corrupción, incluido el arresto de su predecesor. Ghazouani también desempeñó un papel crucial en la eliminación de la violencia yihadista, la modernización del ejército y la interacción con las comunidades y los grupos islamistas.

## Biografía
Ghazouani nació en Boumdeid, región de Assaba, el 31 de diciembre de 1956. Pertenece a una conocida familia sufí, siendo hijo de un líder espiritual de la tribu Ideiboussat. Se unió al ejército mauritano a finales de la década de 1970. Continuó su formación como oficial en Marruecos. Recibió una licenciatura, una maestría en Administración y Ciencias Militares, y completó varios certificados y cursos de entrenamiento de guerra.

### Carrera militar
Conoció a Mohamed Uld Abdelaziz en 1980 en la academia militar de Meknés, en Marruecos, donde ambos estudiaron. A su regreso de Meknés, Ghazouani ocupó varios puestos en el estado mayor y multiplicó sus estancias en el extranjero, especialmente en Siria y Jordania. Ascendido a comandante, en 2003 estuvo al frente del estratégico batallón blindado. Posteriormente ya como coronel asumió la dirección de los servicios de información militares.
En 2005 fue miembro del consejo militar que derrocó al expresidente Maaouya Ould Sid'Ahmed Taya. En 2007 fue ascendido a general y en 2008 apoyó a su amigo y aliado Mohamed Uld Abdelaziz, en el derrocamiento del presidente Sidi Ould Cheikh Abdallahi. Asumió entonces la Dirección General de la Seguridad Nacional y la jefatura del ejército de Mauritania.
Considerado un modernizador del ejército durante la década que asumió la jefatura del Estado Mayor de las Fuerzas Armadas establece lazos con Francia y se compromete a luchar contra el AQMI.

### Carrera política
En octubre de 2018 fue nombrado ministro de Defensa de Mauritania por el presidente Mohamed Uld Abdelaziz.
Pocos meses después, el 1 de marzo de 2019, Ghazouani anunció su candidatura a la presidencia del país para sustituir al presidente Uld Abdelaziz quien no podía volver a presentar su candidatura. Considerado durante años su "delfín" el propio Abdelaziz organizó su equipo de campaña con los ministros de Finanzas, Moctar Ould Djay y del Petróleo, Mohamed Ould Abdel Vetah al frente de la misma.El 15 de marzo de 2019, renunció como ministro de defensa para poder postularse a la presidencia.

## Presidencia
El 22 de junio de 2019, se convirtió en presidente electo de Mauritania después de unas elecciones presidenciales contra cinco candidatos. Asumió el cargo el 1 de agosto.
Poco después de jurar el cargo, sus relaciones con el expresidente Mohamed Uld Abdelaziz se agriaron, debido a las revelaciones de mala conducta financiera cometida por el expresidente. En agosto de 2020 se abrió una investigación parlamentaria sobre las actividades de Aziz, que fue condenado oficialmente en diciembre de 2023. Aziz afirmó que Ghazouani le había dado al expresidente dos grandes bolsas llenas de siete millones de euros después de ser elegido.
Como ministro de Defensa y presidente, Ghazouani contribuyó significativamente a derrotar a Al Qaeda en el Magreb, que había llevado a cabo ataques mortales en Mauritania entre 2005 y 2011. Sus esfuerzos, que incluyen el alcance comunitario, la mediación con grupos islamistas y las mejoras militares, se han considerado efectivos contra los yihadistas militantes armados.

## Vida personal
Está casado con una médico, Mariam Mint Mohamed Vadhel Ould Dah. Tienen cinco hijos.